# Рогатый скворец
Рогатый скворец (лат. Creatophora cinerea) — певчая птица из семейства скворцовых (Sturnidae). Единственный представитель рода Creatophora.

## Описание
Длина тела составляет от 19 до 21 см. Хвост короткий. Оперение преимущественно серого цвета. Только гузка белая. Хвост и крылья чёрные. Клюв и ноги светло-серые. У самца на голове за глазом и под ним имеется неоперённое, жёлтое пятно, на горле также имеется неоперённый участок кожи чёрного цвета. В течение сезона размножения у самца могут выпадать перья на голове и затылке и образовываться большие висящие «серёжки» на горле. У некоторых особей такие «серёжки» появляются также сверху клюва. Форма и величина серёжек индивидуально различаются. Тем не менее, их появление, вероятно, увеличивается с возрастом птицы, и даже у более старых самок иногда появляются маленькие «серёжки».

## Распространение
Кочующий вид, обитающий на востоке и юге африканского континента. Ареал вида расширился в течение последних лет до Западной Африки и теперь птиц можно наблюдать как на Аравийском полуострове, так и на Мадагаскаре и Сейшельских островах. Естественная среда обитания вида — это луга, светлые леса и культивируемые земли.

## Питание
Это всеядные птицы, специализирующиеся в некоторых регионах на мигрирующей саранче. Кроме этого они питаются другими беспозвоночными, ягодами и семенами. Могут причинить значительный ущерб виноградникам.

## Размножение
Птицы гнездятся колониями, объединяясь иногда с капскими ткачами. Гнездо всегда строится на деревьях или кустах, в основном на акациях на высоте от 1 до 10 м над землёй. Оно строится из веток и выкладывается изнутри травой и перьями. В кладке от 2 до 5, однако, обычно 3 или 4 бледно-голубых яйца. Обе родительских птицы участвуют в строительстве гнезда, а также в высиживании кладки и кормлении птенцов. Инкубационный период длится 11 дней. Молодые птицы покидают гнездо через 13—16 дней. Они ещё не умеют летать в этом возрасте и поэтому очень часто в этот период становятся добычей дневных хищных птиц.